# 2948 Амосов
2948 Амосов (енгл. 2948 Amosov) је астероид главног астероидног појаса са средњом удаљеношћу од Сунца која износи 2,863 астрономских јединица (АЈ).
Апсолутна магнитуда астероида је 12,5.